# Chaetacanthidius
Chaetacanthidius is een kevergeslacht uit de familie van de boktorren (Cerambycidae). De wetenschappelijke naam van het geslacht werd voor het eerst geldig gepubliceerd in 1948 door Gilmour.

## Soorten
Chaetacanthidius is monotypisch en omvat slechts de volgende soort:
- Chaetacanthidius unifasciatus Gilmour, 1948